# Wezwał cię czas
Wezwał cię czas (kor. 너의 시간 속으로) – południowokoreański serial telewizyjny dostępny na platformie Netflix. W głównych rolach występują Ahn Hyo-seop, Jeon Yeo-been i Kang Hoon. Serial jest oparty na tajwańskim serialu telewizyjnym Someday or One Day. Został wydany w serwisie Netflix 8 września 2023 roku.

## Fabuła
Wezwał cię czas opowiada historię Jun-hee, która nadal przeżywa żałobę po utracie swojego chłopaka Yeon-juna w roku 2023, rok po jego śmierci. W jakiś sposób podróżuje w czasie do 1998 roku i budzi się w ciele innej osoby, 18-letniej Min-ju. Poruszając się w nowej rzeczywistości, spotyka Si-heona, który niesamowicie przypomina jej zmarłego chłopaka, co dodaje emocjonalnej złożoności jej podróży.

## Obsada

### Główna
- Ahn Hyo-seop jako Gu Yeon-jun / Nam Si-heon, chłopak Jun-hee i chłopak z 1998 roku, który jest do niego podobny[5]
- Jeon Yeo-been jako Han Jun-hee / Kwon Min-ju, dziewczyna Yeon-juna, która wciąż opłakuje jego śmierć i dziewczyna, której ciałem staje się po podróży w czasie[6]
- Kang Hoon jako Jung In-gyu, najlepszy przyjaciel Si-heona, który podkochuje się w Min-ju[7]

### W pozostałych rolach

#### Rodzina Min-ju
- Park Hyuk-kwon jako Bae Chi Won, wujek Min-ju
- Jang Hye-jin jako Bae Mi Yeong, matka Min-ju
- Lee Min-goo jako Kwon Do Hun, brat Min-ju
- Sung Ki-yoon jako Kwon Sang-jo, ojciec Min-ju

#### Ludzie wokół Jun-hee
- Seo Ye-hwa jako Seo Na-Eun
- Min Jin-woong jako Oh Chan Yeong
- Park Ki-woong jako Choi Myung-il
- Kim Deok-ju jako babcia Han Jun-hee
- Do Sang-woo jako Park Do-hyeon

## Produkcja

### Rozwój
Dnia 22 lutego 2021 roku agencja rozrywkowa Npio Entertainment oraz Lian Contents ogłosiły, że tajwańska grupa telewizyjna Fox Network Group sfinalizowała umowę na prawa do produkcji remake'u popularnego tajwańskiego dramatu Someday or One Day, a koreańska wersja zostanie wyprodukowana w pełnym zakresie.

### Casting
W grudniu 2021 roku pojawiła się informacja, że Jeon Yeo-been i Ahn Hyo-seop otrzymali ofertę zagrania głównych ról w serialu i wciąż ją rozważali. W lutym 2022 roku pojawiła się informacja, że Kang Hoon również rozważał ofertę wystąpienia w serialu. 31 marca 2022 roku Netflix potwierdził produkcję serialu oraz obsadzenie Ahn, Jeon i Kang.

### Filmowanie
Zdjęcia rozpoczęły się w kwietniu 2022 roku.